# Cang

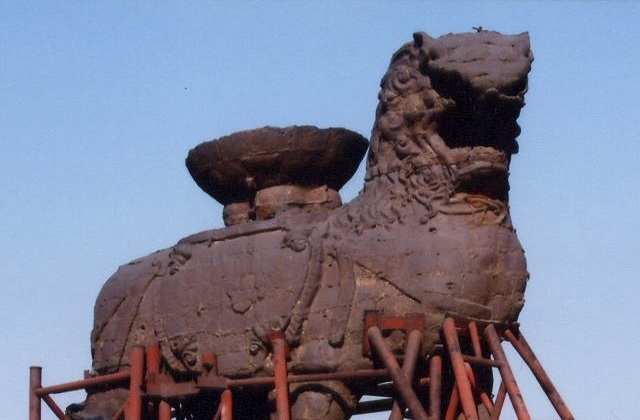
Eiserner Löwe von Cangzhou

Der Kreis Cang (chinesisch 沧县, Pinyin Cāng Xiàn) ist ein Kreis der chinesischen Provinz Hebei. Es gehört zum Verwaltungsgebiet der bezirksfreien Stadt Cangzhou. Die Fläche beträgt 1.518 Quadratkilometer und die Einwohnerzahl 669.019 (Stand: Zensus 2010).
Der Eiserne Löwe von Cangzhou (Cangzhou tieshizi 沧州铁狮子) aus der Zeit der Späten Zhou-Dynastie und die Grabstätte von Ji Xiaolan (Ji Yun 紀昀, 1724–1805) (Ji Xiaolan mudi 纪晓岚墓地) aus der Zeit der Qing-Dynastie stehen seit 1961 bzw. 2006 auf der Liste der Denkmäler der Volksrepublik China.